# 실황 파워풀 프로 야구
《실황 파워풀 프로 야구》는 일본 개발사 코나미가 제작하는 야구 스포츠 비디오 게임 시리즈이다. 일본 프로 야구와 일본프로야구선수협회의 공식 승인 하에 개발하며, 치비 형태의 등장인물과 야구팀을 관리하는 신속하고 깊은 게임플레이가 특징이다.

## 게임플레이
《실황 파워풀 프로 야구》는 타 스포츠 게임들처럼 일반적인 야구 경기를 플레이할 수 있으나, 독자적인 기능으로 '석세스 모드'와 '마이라이프 모드'가 있다. '석세스 모드'는 롤플레잉 비디오 게임과 생활 시뮬레이션 게임 요소를 결합한 모드로, 플레이어가 기본 능력치로 시작하는 임의의 플레이어 캐릭터를 만들어 프로 야구선수로 성장시키는 것이다. '마이라이프 모드'는 《실화 파워풀 프로 야구 10》에서 추가된 기능으로, 야구 일원 중 대타선수, 감독, 프로선수 등을 선택해 플레이하는 모드이다.

## 게임 목록

### 본편
| 게임                                                  | 출시일           | 플랫폼                                                       |
| ----------------------------------------------------- | ---------------- | ------------------------------------------------------------ |
| 실황 파워풀 프로 야구 '94                             | 1994년 3월 11일  | 슈퍼 패미컴                                                  |
| 실황 파워풀 프로 야구 2                               | 1995년 2월 24일  | 슈퍼 패미컴                                                  |
| 실황 파워풀 프로 야구 3                               | 1996년 2월 29일  | 슈퍼 패미컴                                                  |
| 실황 파워풀 프로 야구 3: '97 봄                       | 1997년 3월 20일  | 슈퍼 패미컴                                                  |
| 실황 파워풀 프로 야구 4                               | 1997년 3월 14일  | 닌텐도 64                                                    |
| 실황 파워풀 프로 야구 5                               | 1998년 3월 26일  | 닌텐도 64                                                    |
| 실황 파워풀 프로 야구 6                               | 1999년 3월 25일  | 닌텐도 64                                                    |
| 실황 파워풀 프로 야구 7                               | 2000년 7월 6일   | 플레이스테이션 2                                             |
| 실황 파워풀 프로 야구 2000 결정판                     | 2000년 12월 21일 | 플레이스테이션 2                                             |
| 실황 파워풀 프로 야구 8                               | 2001년 8월 30일  | 플레이스테이션 2                                             |
| 실황 파워풀 프로 야구 8 결정판                        | 2001년 12월 20일 | 플레이스테이션 2                                             |
| 실황 파워풀 프로 야구 9                               | 2002년 7월 18일  | 플레이스테이션 2, 게임큐브                                   |
| 실황 파워풀 프로 야구 9 결정판                        | 2002년 12월 19일 | 플레이스테이션 2, 게임큐브                                   |
| 실황 파워풀 프로 야구 10                              | 2003년 7월 17일  | 플레이스테이션 2, 게임큐브                                   |
| 실황 파워풀 프로 야구 10 울트라 결정판: 2003 메모리얼 | 2003년 12월 18일 | 플레이스테이션 2, 게임큐브                                   |
| 실황 파워풀 프로 야구 11                              | 2004년 7월 15일  | 플레이스테이션 2, 게임큐브                                   |
| 실황 파워풀 프로 야구 11 울트라 결정판                | 2004년 12월 16일 | 플레이스테이션 2, 게임큐브                                   |
| 실황 파워풀 프로 야구 12                              | 2005년 7월 14일  | 플레이스테이션 2, 게임큐브                                   |
| 실황 파워풀 프로 야구 12 결정판                       | 2005년 12월 15일 | 플레이스테이션 2, 게임큐브                                   |
| 실황 파워풀 프로 야구 13                              | 2006년 7월 13일  | 플레이스테이션 2                                             |
| 실황 파워풀 프로 야구 13 결정판                       | 2006년 12월 14일 | 플레이스테이션 2                                             |
| 실황 파워풀 프로 야구 14                              | 2007년 7월 19일  | 플레이스테이션 2                                             |
| 실황 파워풀 프로 야구 14 결정판                       | 2007년 12월 20일 | 플레이스테이션 2                                             |
| 실황 파워풀 프로 야구 15                              | 2008년 7월 24일  | 플레이스테이션 2, Wii                                        |
| 실황 파워풀 프로 야구 2009                            | 2009년 3월 19일  | 플레이스테이션 2                                             |
| 실황 파워풀 프로 야구 2010                            | 2010년 7월 15일  | 플레이스테이션 3, 플레이스테이션 포터블                      |
| 실황 파워풀 프로 야구 2011                            | 2011년 7월 14일  | 플레이스테이션 3, 플레이스테이션 포터블                      |
| 실황 파워풀 프로 야구 2011 결정판                     | 2011년 12월 22일 | 플레이스테이션 3, 플레이스테이션 포터블                      |
| 실황 파워풀 프로 야구 2012                            | 2012년 7월 19일  | 플레이스테이션 3, 플레이스테이션 포터블, 플레이스테이션 비타 |
| 실황 파워풀 프로 야구 2012 결정판                     | 2012년 12월 13일 | 플레이스테이션 3, 플레이스테이션 포터블, 플레이스테이션 비타 |
| 실황 파워풀 프로 야구 2013                            | 2013년 10월 24일 | 플레이스테이션 3, 플레이스테이션 포터블, 플레이스테이션 비타 |
| 실황 파워풀 프로 야구 2014                            | 2014년 10월 23일 | 플레이스테이션 3, 플레이스테이션 비타                        |
| 실황 파워풀 프로 야구 2016                            | 2016년 4월 28일  | 플레이스테이션 4, 플레이스테이션 3, 플레이스테이션 비타      |
| 실황 파워풀 프로 야구 2018                            | 2018년 4월 26일  | 플레이스테이션 4, 플레이스테이션 비타                        |
| e베이스볼 파워풀 프로 야구 2020                       | 2020년 7월 9일   | 플레이스테이션 4, 닌텐도 스위치                              |
| e베이스볼 파워풀 프로 야구 2022                       | 2022년 4월 21일  | 플레이스테이션 4, 닌텐도 스위치                              |

## 흥행

### 상업적 흥행
《실황 파워풀 프로 야구》는 1997년부터 일본에서 최다 판매량의 야구 게임 프랜차이즈로서 기록을 유지하고 있다. 2020년 12월 기준으로 시리즈 총 판매량은 2350만 장이다. 2020년 10월 기준 모바일 게임 다운로드 수는 4400만 번에 육박한다.
본편 게임들 중 《프로 야구 '97 개막판》, 《프로 야구 '98 개막판》, 《프로 야구 '99 개막판》, 《프로 야구 10》, 《프로 야구 12》, 《프로 야구 2013》, 《프로 야구 2016》, 《프로 야구 2018》는 플레이스테이션 어워즈에서 아시아 지역 판매량 50만 장 이상을 기록해 금상을 받았다.

## 참조

### 내용주
1. ↑  일본어: 実況パワフルプロ野球, 언어 오류(): eBasebalenl Powerful Pro Baseball 2022